# イオン・ルペスク
イオン・アンジェロ・ルペスク (Ioan Angelo Lupescu, 1968年12月9日 - ) は、ルーマニア・ブカレスト出身の元サッカー選手。元ルーマニア代表。ポジションはMF。

## 経歴
ディヴィジアAのFCディナモ・ブカレストでデビューを果たし活躍したのち、バイエル・レバークーゼンやボルシア・メンヒェングラートバッハなどブンデスリーガへ活躍の場を移した。
ルーマニア代表で74試合に出場し6ゴールをあげた。FIFAワールドカップには1990年大会と1994年大会に出場している。EUROにも1996年大会と2000年大会に出場している。

## プレースタイル
足元の技術が非常に長けていて、攻守に貢献するプレーメーカー。強烈なミドルシュートも持っておりルーマニアの大砲と呼ばれていた。